# دوكيو انوكينتي
دوكيو انوكينتي (بالإيطالية: Duccio Innocenti)‏ (20 سبتمبر 1975 ببراتو في إيطاليا - ) هو لاعب كرة قدم إيطالي في مركز الدفاع. شارك مع منتخب إيطاليا تحت 21 سنة لكرة القدم ومنتخب إيطاليا تحت 23 سنة لكرة القدم. أما مع النوادي، فقد لعب مع أتالانتا وفيورنتينا ونادي باري ونادي بيستويسي ونادي فيتشينزا ونادي لاتسيو ونادي لوكيزي ونادي مسينا وسيتا دي بونتيديرا ونادي غروسيتو وUC AlbinoLeffe ‏.